# 740 Кантабія
740 Кантабія (740 Cantabia) — астероїд головного поясу, відкритий 10 лютого 1913 року.
Тіссеранів параметр щодо Юпітера — 3,201.